# 王廷鈞
 王廷鈞（1879年—1909年），原名昭兰，谱名廷钧，字子芳，号纯馨，湖南湘潭人，清廷户部郎中，秋瑾丈夫。 

## 生平
1896年5月，王廷钧与秋瑾结婚。次年，秋瑾生子王沅德（一说源德，字仲瀛，後改重民）。1900年8月25日（一说9月8日），秋瑾在湖南湘潭十八总由义巷义源典当铺生女王桂芬（字灿芝，又称秋灿芝）。
1903年，王廷钧捐户部主事。

## 家族
其父王义源（王黻臣），為当舖掌柜，是曾國藩的表兄弟。